# 2021년 카불 학교 폭탄 테러
2021년 카불 학교 폭탄 테러에 관한 문서이다.
2021년 5월 8일, 아프가니스탄 카불 서부의 시아파 하자라족이 주로 거주하는 다쉬테 바르치에 있는 사예드 알-슈하다 학교 앞에서 차량 폭탄 테러가 발생한 뒤 두 차례의 급조폭발물(IED) 폭발이 발생해 최소 90명이 사망하고 240명이 부상당했다. 사상자의 대부분은 11세에서 15세 사이의 소녀였다. 이번 공격은 지난 수년간 지역 이슬람국가(IS-K) 소속 무장세력의 공격을 자주 받아온 동네에서 발생했다.
공격 이후 다쉬테 바르치(Dashte Barchi) 주민들은 해당 지역의 보안 부족에 분노를 표명했다. 주민들은 다쉬테 바르치가 IS-K 소속 무장세력의 공격을 반복적으로 받고 있음을 알면서도 정부가 이를 확보하기 위한 충분한 조치를 취하지 않았다고 말했다. 많은 주민들은 이번 공격에 대해 아프가니스탄의 대통령 아슈라프 가니를 비난하고 아프가니스탄 정부와 보안군을 향해 큰 소리로 구호를 외쳤다.